# Hřib (Rubroboletus)
Hřib (Rubroboletus) je rod stopkovýtrusných hub z čeledi hřibovitých. Vytvořen byl čínskými mykology roku 2014 vyčleněním několika druhů z rodu Boletus (konkrétně ze sekce Luridi, respektive Luridi a Erythropodes) na základě výsledků biomolekulárních analýz.

## Seznam druhů
| obrázek                      | český název     | odborný název                | výskyt      | galerie                                                       | pozn. |
| ---------------------------- | --------------- | ---------------------------- | ----------- | ------------------------------------------------------------- | ----- |
| Rubroboletus dupainii        | hřib Dupainův   | Rubroboletus dupainii        | Evropa      | Kategorie „Rubroboletus dupainii“ na Wikimedia Commons        | [ 1 ] |
| Rubroboletus legaliae        | hřib Le Galové  | Rubroboletus legaliae        | Evropa      | Kategorie „Rubroboletus legaliae“ na Wikimedia Commons        | [ 2 ] |
| Rubroboletus rubrosanguineus | hřib Moserův    | Rubroboletus rubrosanguineus | Evropa      | Kategorie „Boletus rubrosanguineus“ na Wikimedia Commons      | [ 1 ] |
| Rubroboletus rhodoxanthus    | hřib nachový    | Rubroboletus rhodoxanthus    | Evropa      | Kategorie „Rubroboletus rhodoxanthus“ na Wikimedia Commons    | [ 1 ] |
|                              | hřib narůžovělý | Rubroboletus pulchrotinctus  | Evropa      |                                                               | [ 1 ] |
| Rubroboletus rhodosanguineus | hřib rudokrvavý | Rubroboletus rhodosanguineus | S. Amerika  | Kategorie „Rubroboletus rhodosanguineus“ na Wikimedia Commons | [ 1 ] |
| Rubroboletus satanas         | hřib satan      | Rubroboletus satanas         | Evropa      | Kategorie „Rubroboletus satanas“ na Wikimedia Commons         | [ 1 ] |
| Rubroboletus lupinus         | hřib vlčí       | Rubroboletus lupinus         | Evropa      | Kategorie „Rubroboletus lupinus“ na Wikimedia Commons         | [ 3 ] |
| Rubroboletus eastwoodiae     |                 | Rubroboletus eastwoodiae     | S. Amerika  | Kategorie „Rubroboletus eastwoodiae“ na Wikimedia Commons     | [ 4 ] |
| Rubroboletus haematinus      |                 | Rubroboletus haematinus      | S. Amerika  | Kategorie „Rubroboletus haematinus“ na Wikimedia Commons      | [ 4 ] |
|                              |                 | Rubroboletus latisporus      | Asie (Čína) |                                                               | [ 1 ] |
| Rubroboletus pulcherrimus    |                 | Rubroboletus pulcherrimus    | S. Amerika  | Kategorie „Rubroboletus pulcherrimus“ na Wikimedia Commons    | [ 4 ] |
| Rubroboletus sinicus         |                 | Rubroboletus sinicus         | Asie (Čína) | Kategorie „Rubroboletus sinicus“ na Wikimedia Commons         | [ 1 ] |